# Landshuti örökösödési háború
A landshuti örökösödési háború annak az egyezménynek az eredményeként robbant ki, melyet a müncheni és landshuti Wittelsbach-ágak kötöttek egymással az öröklésről arra az esetre, ha valamelyik ág férfi utód nélkül maradna. Az egyezmény szerint a férfi utód nélküli ág uradalmai a másik ágra szállnak. Ez a rendezés ellentétben állt a császári törvényhozással, amely szerint a férfiágon kihalt család uradalmai a császárra szállnak vissza.
Mivel a bajor-landshuti Gazdag György hercegnek és feleségének, a lengyel Hedvignek nem volt fiú örököse, a herceg leányát, Erzsébetet jelölte meg örökösének. A müncheni Wittelsbach-ág feje, IV. (Bölcs) Albert herceg nem fogadta el az egyezmény ilyetén felrúgását, és megpróbálta fegyverrel érvényesíteni jogait. Az 1503-tól 1505-ig tartó háborúban, amely a pfalzi bajor területekre is átterjedt, a bajor vidék súlyos károkat szenvedett.
A háborút 1505. július 30-án a Miksa császár által Kölnbe összehívott birodalmi gyűlés zárta le.

## Fordítás
- Ez a szócikk részben vagy egészben  a   Landshuter_Erbfolgekrieg című német Wikipédia-szócikk fordításán alapul.  Az eredeti cikk szerkesztőit annak laptörténete sorolja fel. Ez a jelzés csupán a megfogalmazás eredetét és a szerzői jogokat jelzi, nem szolgál a cikkben szereplő információk forrásmegjelöléseként.

## Térképek
- Térkép a bajor hercegi uradalmakról az örökösödési háború előtt
- Térkép a bajor hercegi uradalmakról az örökösödési háború után